# Дейвид Оливър Релин
Дейвид Оливър Релин (на английски: David Oliver Relin) е американски журналист и писател на произведения в жанра документалистика. Известен е със съавторството си с Грег Мортенсън на книгата „Три чаши чай“.

## Биография и творчество
Дейвид Оливър Релин е роден на 12 декември 1962 г. в Рочестър, Ню Йорк, САЩ, в семейството на Лойд и Марджори Релин. Баща му починал, когато бил млад. Завършва колежа „Васар“ през 1985 г. По-късно получава стипендия за курс в Работилницата на писателите в Айова. През 1992 г. получава стипендия „Мичънър“ в подкрепа на пътуване с велосипед през Виетнам и прекара две години в Хюе пишейки за отварянето на страната икономически и образователно за света. Пътува и пише за много страни в Източна Азия.
Значителна част от публикациите му са фокусирани върху социалните въпроси и децата. Пише и разследващи статии за стрелбата в училище, злоупотребата с екстази и за тийнейджърите в затвора за малолетни. Редактор е на списания „Парад“ и „Ски“. Печели повече от 40 национални награди за работата си като писател и редактор, включително наградата „Кирияма“.
Първият му роман „Три чаши чай“, по биографията, дневника и разказите на Грег Мортенсън, е издаден през 2006 г. През 1993 г., след неуспешен опит да покори К2, алпинистът Грег Мортенсън попада в едно крайно бедно селце в планинската верига Каракорум. Трогнат от добрината на местните жители, той обещава да се завърне, за да построи училище. Книгата разказва за неуморните му усилия довели до създаването на 145 училища, основно за млади момичета, в труднодостъпните области на Пакистан и Афганистан. Името на книгата идва от думите на Хаджи Али, старейшина на Корфе: „Тук, в Пакистан и Афганистан, преди да започнем работа с някого, ние изпиваме три чаши чай. На първата чаша той е непознат, при втората – почитан гост, при третата – член на семейството, а за своето семейство ние сме готови да сторим всичко – дори да умрем.“ Книгата става бестселър. Тя получава и много критики затова, че не отразява истинските основни факти, което води до емоционални и финансови загуби на Релин.
Втората му книга „Second Suns“ (Второ слънце), публикувана посмъртно през 2013 г., е за двама лекари, които работят за лечение на слепота, свързана с катаракта в развиващия се свят.
Дейвид Оливър Релин се самоубива в резултат на депресия на 15 ноември 2012 г. в Мълтнома, Орегон.

## Произведения
- Three Cups of Tea (2006) – с Грег Мортенсън
Три чаши чай, изд.: ИК „Хермес“, Пловдив (2010), прев. Светлозара Лесева
- Second Suns: Two Doctors and Their Amazing Quest to Restore Sight and Save Lives (2013)